# 中村豊 (地理学者)
中村 豊（なかむら ゆたか、1948年(昭和23年) - 2007年(平成19年)6月）は、日本の地理学者、名古屋経済大学短期大学部（2002年に市邨学園短期大学から改称）教授。
愛知県生まれ。1978年、名古屋大学大学院文学研究科博士課程修了。
行動地理学の分野において、アメリカ合衆国のピーター・グールド (Peter Gould) が提起したメンタルマップ研究をいち早く日本に導入し、1970年代末から居住地選好や空間認知に関する研究を展開した。
水内俊雄は、中村が「日本の認知地理学のパイオニア」であり、「1980年代の地理学のムーブメントを形成した旗手であった」と評している。
中学、高校時代の親友は河村たかし名古屋市長。

## おもな著者
- メンタルマップの現象学、古今書院、2004年
- （岡本耕平との共著）メンタルマップ入門、古今書院、1993年